# Francis Portais
Francis Portais, né le 24 octobre 1869 à Nantes en France et mort le 2 février 1945 dans la même ville, est un homme politique et un homme de presse français, passé du socialisme à la droite, successeur à partir de 1928 de Maurice Schwob à la tête du principal journal nantais, Le Phare de la Loire (1852-1944).

## Biographie
Il naît dans le quartier de Barbin dans une famille modeste d’ouvriers-ébénistes (« sculpteurs » dans les actes d'état civil). 
Après un apprentissage dans la fabrique Leglas-Maurice, il exerce divers métiers : cafetier (rue Scribe), représentant en vêtements, agent d’assurances.
En 1893, il épouse Joséphine Durand, couturière, née le 15 octobre 1873, dont il a une fille, Jeanne, le 20 avril 1894.

### Militant et journaliste socialiste
En 1891, il fait la connaissance de Charles Brunellière, et reste une quinzaine d’années dans son orbite. Il entre dans une loge franc-maçonne et dans des organisations socialistes successives : Fédération nantaise, Parti ouvrier français, puis à la SFIO. 
Il est élu au conseil municipal de Nantes en 1896.
Il se fait connaître comme un actif dreyfusard, s’attaquant personnellement à la personne du marquis de Dion. 
Il participe comme gérant à l’aventure du journal de Charles Brunellière Le Réveil social, qui dure peu de temps. En 1902, il organise une souscription qui lui permet de réunir les fonds pour créer L’Avant-garde de Nantes et de l’Ouest (23/11/02-14/08/04). Il crée encore Le Combat de Nantes et de l’Ouest (hebdomadaire du vendredi, 4 pages 60x45) 
En 1905, il est un propagandiste actif en faveur de la loi de séparation dans les campagnes du département.
Dans les années qui suivent la création de la SFIO, il s’éloigne de Charles Brunellière. En 1905, il participe à une manœuvre de Gabriel Guist'hau contre la candidature de Brunellière aux législatives, manœuvre repoussée par la Fédération nantaise. La fin de 1905 voit la rupture entre les deux hommes. Brunellière cesse d’être l’éditorialiste du Combat. En 1908, Francis Portais est de nouveau élu conseiller municipal, pour la SFIO mais en 1912, il l’est sur une liste dissidente. Il conserve toutefois le contrôle du journal.

### Le militant radical et coopérateur
Francis Portais joue un rôle dans le mouvement coopératif nantais, dès les années 1900 ; il est cependant dénoncé comme perturbateur pour son action dans les années 1910-1914.
Pendant la Première Guerre mondiale, le maire, Paul Bellamy, organise à partir de 1916 des établissements coopératifs de ravitaillement et confie à Francis Portais un rôle dans leur organisation.

### Le directeur duPhare de la Loire
Il entre en contact avec Maurice Schwob, directeur du Phare de la Loire, dès le début des années 1900, dans le cadre du Comité républicain ; adjoint de Charles Brunellière, il y fait la connaissance de notables locaux, dont Maurice Schwob.
Au milieu des années 1920, Maurice Schwob choisit Francis Portais pour lui succéder à la tête du journal et comme actionnaire principal de la société anonyme créée en 1919. Après la mort de Schwob le 31 mars 1928), le conseil d’administration désigne Francis Portais comme administrateur. Directeur de fait, il atteint une position sociale et un niveau de revenu qui l’étonne lui-même.
Francis Portais ne manifeste pas son rôle de façon ostentatoire (le journal se réfère toujours à Maurice Schwob comme « ancien directeur »), mais il infléchit progressivement la ligne éditoriale dans un sens plus neutre vis-à-vis de la droite, tout en maintenant la ligne antisocialiste précédente.
Lors de la campagne pour les élections de 1928, Le Phare est nettement anti-cartelliste ; plusieurs anciens éditoriaux de Maurice Schwob, utilisables pour cette nouvelle élection, sont de nouveau publiés. 
Durant les années 1930, il reste sur des positions de droite : hostilité à l’égard de la République espagnole et soutien aux accords de Munich. 
En septembre 1939, il suspend la parution du journal Le Populaire, dirigé par Gaston Veil, qu’il contrôle en tant que propriétaire de l’Imprimerie du Commerce.

### La Seconde Guerre mondiale
Le lendemain de l'arrivée des troupes allemandes (19 juin 1940), Le Phare est suspendu comme tous les journaux, puis réautorisé à reparaître par l'autorité d'occupation. Francis Portais tarde cependant à reprendre ; aussi est-il convoqué le 1er juillet par le Feldkommandant Hotz, en compagnie du maire Auguste Pageot. Il est sommé de faire reparaître le journal et de signer une convention sur ses obligations. Le Phare reparaît le 3 juillet ; le 13, Francis Portais explique la situation dans un éditorial et marque son soutien au nouveau régime. 
En octobre 1940, étant l'objet d'attaques du fait de son passé socialiste et dreyfusard, il renonce à la direction du journal, tout en en restant le principal actionnaire et en conservant la direction de l'imprimerie. Il confie le journal à son gendre, René Bentz. 
Celui-ci donne au Phare une orientation favorable sans réticence à la collaboration, se faisant notamment le soutien à Nantes du groupe Collaboration d'Alphonse de Châteaubriant, qui le remercie lors de la conférence qu'il donne au théâtre Graslin en avril 1941.
À la Libération, Francis Portais est inculpé pour « intelligence avec l'ennemi », mais il meurt avant d’avoir été jugé. René Bentz, jugé le 16 février 1946, est condamné à 5 mois de prison et à l'indignité nationale à vie. La société est dissoute et ses biens confisqués. En appel, la confiscation est ramenée à 15 %.
À sa mort, il demeure au no 76 de la rue de la Bastille. Il est enterré le 6 février 1946 au cimetière Miséricorde (carré HH rang 1).